# 載瀅
郡王衔贝勒載瀅（1861年3月11日—1909年9月29日），愛新覺羅氏，恭忠親王奕訢次子，第二代鍾郡王。母為側福晉薛佳氏，妻赫舍里氏，為同治敬懿皇貴妃之妹。

## 生平
咸豐十一年二月（1861年）出生，同治三年七月（1864年）受封不入八分鎮國公。四年後的十一月（同治七年、1868年）成為剛去世的鍾端郡王奕詥的嗣子，同時接替養父成為鍾郡王第二代，但因為鍾郡王並非世襲罔替的爵位，因此封爵貝勒。
光緒十五年正月（1889年），清廷賞封郡王頭銜。光緒二十六年闰八月初二（1900年9月25日），西逃途中的慈禧太后以光绪帝名义下发谕旨，对庚子事变相关的宗室王公、官员进行惩处。“庄亲王载勋、怡亲王溥静、贝勒载濂、载滢均著革去爵职。端郡王载漪著从宽撤去一切差使。交宗人府严加议处。并著停俸”。

## 去世
被慈禧革去爵位後，載瀅恢復恭親王後裔身份，並搬回恭王府與溥偉一同住。直至宣統元年八月（1909年）去世，虛齡四十九岁，地宮建在北京西峰寺。

## 家庭

### 妻妾
- 嫡夫人马佳氏，布政使绍缄之女。
- 继夫人赫舍里氏，候补知府崇龄之女。
- 妾吴氏，二等侍卫喜隆之女。
- 妾项氏，廣東富甲項氏达项瀛之女。

### 子嗣
- 長子：溥偉（1880－1936）
- 次子：溥儒（1896－1963）
- 三子：溥佑（1899－1969）
- 四子：溥僡（1906－1963）

### 孫輩
1. 未命名
2. 毓嶙
3. 毓岏
4. 毓崧
5. 毓岎
6. 未命名
7. 毓嶦
8. 毓嵂
9. 未命名
10. 毓嶸
11. 毓嵱
12. 蘊霞（孫女）
13. 毓岦
14. 毓岑
15. 蘊華（孫女）
16. 毓崟
17. 毓峘

### 曾孫輩
- 長孫：恆鑠（1962－1995）
- 恆鈺（孫女）
- 恆鈐（孫女）
- 恆欽（孫女）